# Monòlit commemoratiu del Centre Excursionista
El Monòlit commemoratiu del Centre Excursionista es troba al Turó de Montgat a Montgat (El Maresme).

## Descripció
Monòlit de forma rectangular que està situat sobre una base de pedra i formigó al cim del Turó de Montgat. A la part frontal té una placa metàl·lica on hi ha inscrit:" En recordança del centenari del Centre Excursionista de Catalunya. El Centre Excursionista de Badalona. Vila de Montgat. 25-11-1976".

## Història
El Centre Excursionista de Catalunya va ser fundat l'any 1876 per Pau Gibert, Josep Fiter, Eudald Canivell, Romà Amet, Marçal Ambrós i Ramon Ambrós. Després d'anar d'excursió a Montgat, van decidir crear una entitat que promogués excursions pel territori català, per tal de descobrir la seva diversitat. En un primer moment va rebre el nom d'Associació Catalanista d'Excursions Científiques, i no serà fins al 1890 que se li donà el nom actual. L'any 1976 es va commemorar l'efemèride amb la col·locació d'aquest monòlit, a l'indret on va néixer l'associació.